# Max Freund
Max Friedrich Ernst Freund (* 27. Februar 1879 in Hainichen, Sachsen; † 16. Juni 1980 in Houston, Texas) war ein US-amerikanischer Germanist und Hochschullehrer deutscher Herkunft.

## Leben

### Familie und Ausbildung
Der gebürtige Hainichener Max Freund, Sohn des Friedrich Wilhelm Freund sowie dessen Ehegattin Augusta Laura geborene Heidel, Abiturient am Städtischen Realgymnasium Leipzig, wandte sich in direkter Folge dem Studium der Germanistik, Romanistik und Anglistik an der Universität Leipzig sowie an der Sorbonne zu, 1902 erwarb er in Leipzig den akademischen Grad eines Dr. phil.
Max Freund heiratete am 28. Juli 1927 die Ingenieurstochter Anna Regine geborene Keck. Aus dieser Ehe entstammten die Töchter Helene Hasel Heidi sowie Margarete Anna Regina. Max Freund starb im Juni 1980 101-jährig in Houston im Bundesstaat Texas.

### Beruflicher Werdegang
Max Freund übernahm nach seinem Studienabschluss eine Stelle als Assistant Lecturer in German am University College in Liverpool in England, 1903 wurde der erst 24-Jährige zum Professor of Modern Languages am Queen’s College in Belfast, welches 1908 in Queen’s University Belfast umbenannt wurde, bestellt, 1909 wechselte er dort zur Professur of German and Teutonic Philology. Nach seiner einjährigen Teilnahme am Ersten Weltkrieg kehrte Max Freund 1915 nach Deutschland zurück, dort wurde ihm im Folgejahr eine Lektorenstelle der Anglistik an der Justus-Liebig-Universität Gießen übertragen, 1917 übersiedelte er in derselben Funktion an die Philipps-Universität Marburg.
Im Jahre 1925 folgte Max Freund einem Ruf der Rice University auf eine Professur of German. Freund, der dort zusätzlich die Leitung des German Department innehielt, wurde im September 1947 emeritiert. Max Freund, der sich insbesondere in den German-American Societies of Houston engagierte, komplettierte in seinem Ruhestand seine Übersetzung und Edition von Gustav Dresel's Houston Journal.

## Publikationen

### Autor
- Die moralischen Erzählungen Marmontels; eine weit verbreitete Novellensammlung, ihre Entstehungsgeschichte, Charakteristik unb Bibliographie, Inauguraldissertation, M. Niemeyer, Halle a. d. S., 1905
- Den Engländern entronnen ..., R.Kühn, Leipzig, 1914–1915
- Die Nationalhymnen der Irländer, Elwert, Marburg, 1920
- Die Universitätslektorate für neuere Fremdsprachen, ihr Ausbau und ihre Hebung, Weidmannsche Buchhandlung, Berlin, 1922

### Übersetzer
- zusammen mit Clara Barth: George Moore, Die Wildgans, in: Insel-Bücherei, Nr. 343, Insel-Verlag, Leipzig, 1922

### Herausgeber
- Die Freund'sche Chronik von Lucka, die Schicksale einer kleinen deutschen Stadt im Jahrhundert des 30 Jährigen Krieges, K. Richter, Leipzig, 1933
- Pierre Augustin Caron de Beaumarchais, Le barbier de Séville : ou, La précaution inutile : comédie en quatre actes, Macmillan, London, 1947
- Gustav Dresel's Houston Journal : Adventures in North America and Texas 1837-1841, University of Texas Press, Austin, 1954